# Жером Жане
Жером Жане (фр. Jérôme Jeannet; рођен 26. јануара 1977. у Фор де Франсу, Мартиник) је француски мачевалац који се такмичи у борбама мачем. Његов брат Фабрис је такође познати мачевалац.
Са репрезентацијом француске је освојио две златне медаље на Олимпијским играма 2004. у Атини и 2008. у Пекингу. На светским првенствима је у екипној конкуренцији освојио два злата и једну бронзу, док у појединачној има освојену само једну бронзу, коју је освојио на светском првенству 2007. у Санкт Петербургу.